# Aleksandr Jaschewski

Bischofswappen von Aleksandr Jaschewski

Aleksandr Jaschewski SDB (belarussisch Аляксандр Яшевскі, russisch Александр Яшевский; * 6. August 1974 in Smarhon, Hrodsenskaja Woblasz, Belarussische SSR) ist ein belarussischer römisch-katholischer Geistlicher und Weihbischof in Minsk-Mahiljou.

## Leben
Aleksandr Jaschewski trat 1994 in das Seminar der Salesianer Don Boscos in Czerwińsk nad Wisłą in Polen ein. Er studierte Philosophie am Salesianerseminar in Łódź und Katholische Theologie an der Päpstlichen Universität der Salesianer in Rom. Er legte 1998 die Ewige Profess ab und empfing am 24. Juni 2000 das Sakrament der Priesterweihe.
Nach der Priesterweihe war er in verschiedenen seelsorglichen Aufgaben im Bistum Hrodna und von 2001 bis 2002 als Leiter des Noviziats im russischen Oktjabrsk tätig. Ab 2003 war er in der Regionalaufsicht der Salesianer für Osteuropa tätig und wurde 2005 Leiter der Abteilung für Erziehungsfragen und Religionsunterricht im Erzbistum Minsk-Mahiljou. Gleichzeitig war er bis 2011 in einer Minsker Pfarrei seelsorglich tätig. Im Jahr 2009 erwarb er an der Päpstlichen Universität der Salesianer das Lizenziat in Dogmatik und war anschließend als Dozent in der Katechetenausbildung tätig. Im Jahr 2011 übernahm er Seelsorgeaufgaben in seiner Geburtsstadt Smarhon und wurde Oberer der dortigen Salesianerkommunität. Seit 2013 war er Vikar und Ökonom der belarussischen Salesianer.
Am 9. Juni 2015 ernannte ihn Papst Franziskus zum Titularbischof von Furnos Maior und zum Weihbischof in Minsk-Mahiljou. Die Bischofsweihe spendete ihm der Apostolische Nuntius in Belarus, Erzbischof Claudio Gugerotti, am 27. Juni desselben Jahres. Mitkonsekratoren waren der Erzbischof von Minsk-Mahiljou, Tadeusz Kondrusiewicz, und der Bischof von Hrodna, Aleksander Kaszkiewicz.